# Yale School of Management
La Yale School of Management (également connue sous le nom de Yale SOM ) est l'école de commerce de l'université Yale à New Haven (Connecticut). L'école décerne des maîtrises en administration des affaires (MBA), le MBA pour cadres (EMBA), le Master of Advanced Management (MAM), le Master in Risk Systemic, le Master in Global Business & Society, le Master in Asset Management, et des diplômes de Ph.D., ainsi que des diplômes conjoints avec neuf autres programmes d'études supérieures à l'université Yale. En août 2019, 666 étudiants étaient inscrits à son programme MBA, 134 au programme EMBA, 70 au programme MAM, 32 au programme Master of Global Business Studies, 11 au programme Master of Systemic Risk et 59 au doctorat programme; 122 étudiants suivaient des diplômes conjoints. L'école compte 90 professeurs à plein temps et le doyen est Kerwin Kofi Charles .